# Hauts-de-chausses
 (indiquez la date de pose grâce au paramètre date).

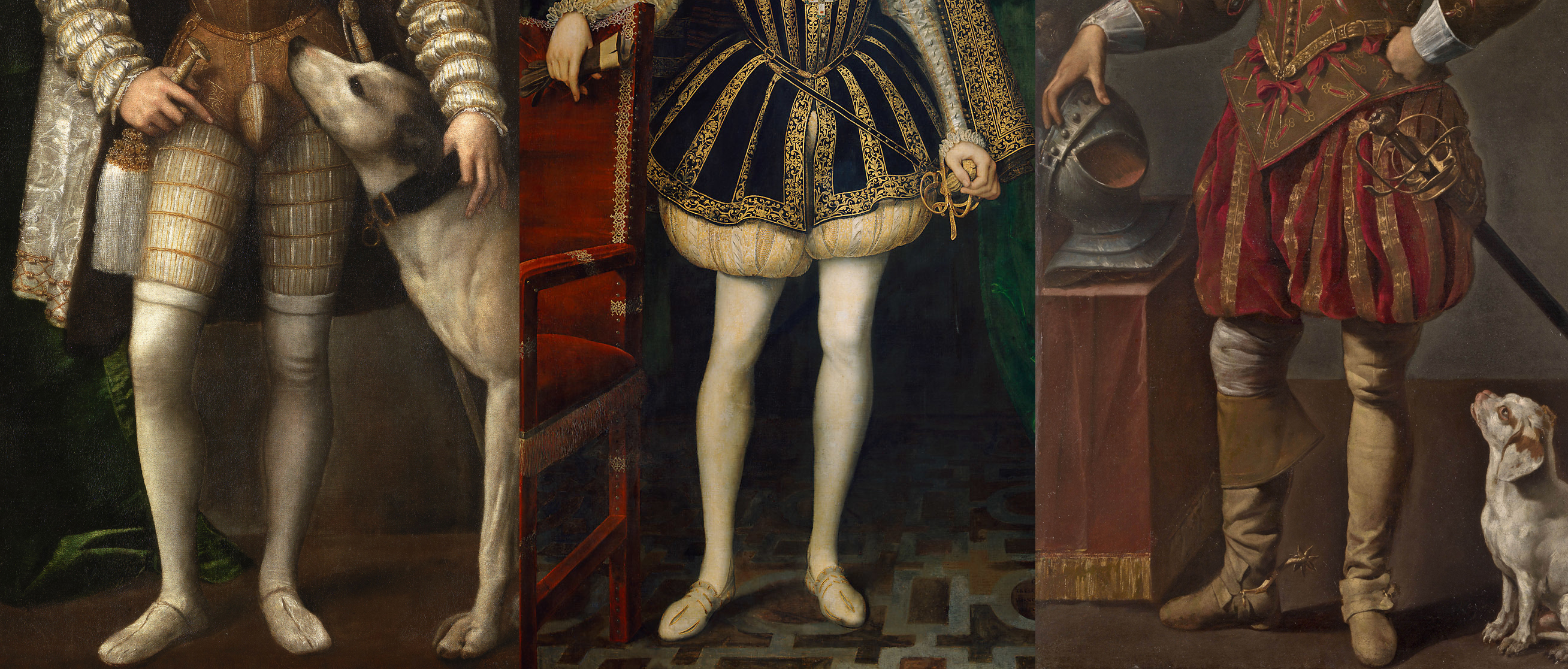
Évolution des hauts-de-chausses : de gauche à droite, modèles peints respectivement en 1533, 1566 et 1621.

Les hauts-de-chausses sont un vêtement qui couvre le corps de la ceinture au genou. Ils sont apparus aux alentours du XIIIe siècle.

## Principe
Ils se fixent au pourpoint grâce à un lacet ferré aux deux bouts appelé aiguillette.
Les ornements de dentelle placés à hauteur du genou entre les hauts-de-chausses et les bas s'appellent des canons.
Les chausses-parties avaient les deux jambes de couleurs différentes pour marquer l'appartenance à une famille ou à une maison comme les blasons.
Les hauts-de-chausses en se prolongeant donneront naissance à la culotte qui sera par la suite remplacée par le pantalon.

## Dans la littérature
Montaigne déclare ironiquement à propos des Indiens d'Amérique : 

« Tout cela ne va pas trop mal : mais quoi, ils ne portent point de hauts de chausses ! »

— Montaigne, Essais, « Des Cannibales » (1572).